# Erencan Yardımcı
Erencan Yardımcı (İzmit, 4 febbraio 2002) è un calciatore turco, attaccante dell'Eintracht Braunschweig, in prestito dall'Hoffenheim.

## Carriera

### Club
Il 31 agosto 2024 viene acquistato dall'Hoffenheim e girato immediatamente in prestito allo Sturm Graz.

### Nazionale
Ha giocato nelle nazionali giovanili turche Under-17, Under-18 ed Under-21.

## Statistiche

### Presenze e reti nei club
Statistiche aggiornate al 6 ottobre 2024.
| Stagione            | Squadra           | Campionato        | Campionato | Campionato | Coppe nazionali | Coppe nazionali | Coppe nazionali | Coppe continentali | Coppe continentali | Coppe continentali | Altre coppe | Altre coppe | Altre coppe | Totale | Totale | Totale |
| Stagione            | Squadra           | Comp              | Pres       | Reti       | Comp            | Pres            | Reti            | Comp               | Pres               | Reti               | Comp        | Pres        | Reti        | Pres   | Reti   |        |
| ------------------- | ----------------- | ----------------- | ---------- | ---------- | --------------- | --------------- | --------------- | ------------------ | ------------------ | ------------------ | ----------- | ----------- | ----------- | ------ | ------ | ------ |
| 2019-2020           | Galatasaray       | SL                | 0          | 0          | CT              | 0               | 0               | UCL                | 1                  | 0                  | -           | -           | -           | 1      | 0      |        |
| 2020-2021           | Eyüpspor          | 2L                | 6          | 2          | CT              | 0               | 0               | -                  | -                  | -                  | -           | -           | -           | 6      | 2      |        |
| ago. 2021-gen. 2022 | Eyüpspor          | 1L                | 7          | 0          | CT              | 2               | 2               | -                  | -                  | -                  | -           | -           | -           | 9      | 2      |        |
| Totale Eyüpspor     | Totale Eyüpspor   | Totale Eyüpspor   | 13         | 2          |                 | 2               | 2               |                    | -                  | -                  |             | -           | -           | 15     | 4      |        |
| gen.-giu. 2022      | Alanyaspor        | SL                | 3          | 1          | CT              | 1               | 0               | -                  | -                  | -                  | -           | -           | -           | 4      | 0      |        |
| 2022-2023           | Alanyaspor        | SL                | 14         | 3          | CT              | 0               | 0               | -                  | -                  | -                  | -           | -           | -           | 14     | 3      |        |
| Totale Alanyaspor   | Totale Alanyaspor | Totale Alanyaspor | 17         | 4          |                 | 1               | 0               |                    | -                  | -                  |             | -           | -           | 18     | 4      |        |
| 2023-2024           | Pendikspor        | SL                | 28         | 6          | CT              | 0               | 0               | -                  | -                  | -                  | -           | -           | -           | 28     | 6      |        |
| 2024-2025           | Sturm Graz        | BL                | 3          | 0          | CA              | 0               | 0               | UCL                | 2                  | 0                  |             | -           | -           | 5      | 0      |        |
| Totale carriera     | Totale carriera   | Totale carriera   | 61         | 12         |                 | 3               | 2               |                    | 3                  | 0                  |             | -           | -           | 67     | 14     |        |

### Cronologia presenze e reti in nazionale
| Cronologia completa delle presenze e delle reti in nazionale ― Turchia under 21 | Cronologia completa delle presenze e delle reti in nazionale ― Turchia under 21 | Cronologia completa delle presenze e delle reti in nazionale ― Turchia under 21 | Cronologia completa delle presenze e delle reti in nazionale ― Turchia under 21 | Cronologia completa delle presenze e delle reti in nazionale ― Turchia under 21 | Cronologia completa delle presenze e delle reti in nazionale ― Turchia under 21 | Cronologia completa delle presenze e delle reti in nazionale ― Turchia under 21 | Cronologia completa delle presenze e delle reti in nazionale ― Turchia under 21 |
| Data                                                                            | Città                                                                           | In casa                                                                         | Risultato                                                                       | Ospiti                                                                          | Competizione                                                                    | Reti                                                                            | Note                                                                            |
| ------------------------------------------------------------------------------- | ------------------------------------------------------------------------------- | ------------------------------------------------------------------------------- | ------------------------------------------------------------------------------- | ------------------------------------------------------------------------------- | ------------------------------------------------------------------------------- | ------------------------------------------------------------------------------- | ------------------------------------------------------------------------------- |
| 27-9-2022                                                                       | Istanbul                                                                        | Turchia under 21                                                                | 1 – 0                                                                           | Georgia under 21                                                                | Amichevole                                                                      | -                                                                               | 70’                                                                             |
| 17-6-2023                                                                       | Istanbul                                                                        | Turchia under 21                                                                | 1 – 0                                                                           | Azerbaigian under 21                                                            | Amichevole                                                                      | -                                                                               | 85’                                                                             |
| 20-6-2023                                                                       | Istanbul                                                                        | Turchia under 21                                                                | 4 – 1                                                                           | Bosnia ed Erzegovina under 21                                                   | Amichevole                                                                      | -                                                                               | 68’                                                                             |
| 12-9-2023                                                                       | Cork                                                                            | Irlanda under 21                                                                | 3 – 2                                                                           | Turchia under 21                                                                | Qual. Europeo Under-21 2025                                                     | -                                                                               | 79’                                                                             |
| 12-9-2023                                                                       | Adapazarı                                                                       | Turchia under 21                                                                | 0 – 2                                                                           | Italia under 21                                                                 | Qual. Europeo Under-21 2025                                                     | -                                                                               | 78’                                                                             |
| 13-10-2023                                                                      | Istanbul                                                                        | Turchia under 21                                                                | 5 – 0                                                                           | San Marino under 21                                                             | Qual. Europeo Under-21 2025                                                     | 3                                                                               | 63’                                                                             |
| 17-10-2023                                                                      | Jelgava                                                                         | Lettonia under 21                                                               | 2 – 1                                                                           | Turchia under 21                                                                | Qual. Europeo Under-21 2025                                                     | 1                                                                               |                                                                                 |
| 17-11-2023                                                                      | Istanbul                                                                        | Turchia under 21                                                                | 1 – 1                                                                           | Slovenia under 21                                                               | Amichevole                                                                      | -                                                                               |                                                                                 |
| 21-11-2023                                                                      | Alanya                                                                          | Turchia under 21                                                                | 2 – 0                                                                           | Norvegia under 21                                                               | Qual. Europeo Under-21 2025                                                     | 1                                                                               | 79’                                                                             |
| 22-3-2024                                                                       | Istanbul                                                                        | Turchia under 21                                                                | 2 – 1                                                                           | Georgia under 21                                                                | Amichevole                                                                      | -                                                                               | 46’                                                                             |
| 26-3-2026                                                                       | Ferrara                                                                         | Italia under 21                                                                 | 1 – 1                                                                           | Turchia under 21                                                                | Qual. Europeo Under-21 2025                                                     | -                                                                               | 77’                                                                             |
| Totale                                                                          |                                                                                 | Presenze                                                                        | 11                                                                              |                                                                                 | Reti                                                                            | 5                                                                               |                                                                                 |

## Palmarès

### Competizioni nazionali
- Supercoppa di Turchia: 1

Galatasaray: 2019
- TFF 2. Lig: 1

Eyüpspor: 2020-2021 (gruppo rosso)